# Хроніки Веспер
«Хроніки Веспер» (англ. Vesper, також відомий під робочою назвою як Vesper seeds) — незалежна науково-фантастична драма режисерів Крістіни Буожиті і Бруно Сампера. Картина створювалася спільно кіностудіями Литви, Франції та Бельгії. Головні ролі виконали Раффієлла Чепмен, Едді Марсан, Розі Макьюен та Річард Брейк.
Прем'єрний показ фільму відбувся 3 липня 2022 на 56-му Міжнародному кінофестивалі в Карлових Варах в рамках конкурсу на вручення премії «Кришталевий глобус». В обмежений прокат кінокартина вийшла 17 серпня 2022 у Франції.

## Синопсис
Щоб запобігти екологічній кризі, були розроблені генно модифіковані бактерії та віруси. Але їхній витік у дику природу тільки породив ще глибшу кризу. Вони знищили їстівні рослини, тварин та багато людей. Згодом встановився новий природний баланс і новий суспільний лад. Олігархія живе в закритих містах, званих «Цитаделями», поки всі інші борються за виживання на територіях, заселених мутованими організмами. Цитателі утримують свою владу завдяки продажу зерна, що дає лише один врожай.
Веспер — 13-річна дівчинка, яка живе в будинку в лісі зі своїм паралізованим батьком Дарієм. Вона шукає їжу в околицях, а у вільний час експериментує з вирощуванням їстівних організмів удома. Дарій наглядає за нею через летючий дрон і дає через нього поради. Рік тому мати Веспер приєдналася до кочовиків «Пілігримів», які збирають сміття.
Після аварії з домашнім обладнанням Веспер вирушає до свого дядька Йонаса по допомогу. Він керує своєрідним сиротинцем, де діти живуть у обмін на кров, яку він продає в Цитаделі. На Йонаса працюють «джаги» — штучні люди, призначені виключно слугувати робочою силою. Веспер стає свідком як одна джага поранилася і хлопчик за наказом Йонаса вбиває штучну людину. Щоб отримати обладнання для ремонту, Веспер стає доноркою крові. Дядько пропонує лишитися в сиротинці, але дівчинка відмовляється і дядько виганяє її, не давши нічого взамін. Мешканець сиротинця впускає Веспер до оранжереї, де вона бере жменю насіння.
Дорогою додому Веспер бачить як літак Цитаделі зазнає аварії неподалік, і знаходить на місці падіння молоду жінку Камелію. Веспер забирає її додому та лікує, а потім показує свої експерименти. Камелія обіцяє відвезти Веспер та її батька до Цитаделі, якщо вони відшукають іншого пасажира корабля, чоловіка на ім'я Еліас. Однак, Йонас перший знаходить Еліаса та вбиває його.
Веспер хоче зв'язатися з цитаделлю, щоб вони могли прийти та забрати Камелію, але єдиний передавач забрав Йонас. Щоб вкрасти його, Веспер змушена звернутися по допомогу до Йонаса під приводом ремонту дрона. Він лагодить дрона, але натякає, що знає про крадіжку насіння і, що Веспер переховує Камелію. Потім він надсилає навздогін дітей з сиротинця, які ловлять Веспер і ставлять їй на руці тавро.
Коли Веспер повідомляє Камелії, що Еліас мертвий, жінка важко переживає його втрату. Веспер розуміє, що Камелія — це розвинена джага, яку створив Еліас. Їм довелося втекти з Цитаделі, позаяк створення розумних джагів заборонене. Камелія показує, що добуте раніше насіння можна зробити родючим за допомогою особливого звуку. Йонас шпигує за Веспер і хоче обміняти Камелію на життя в Цитаделі для себе. Веспер та Камелії вдається його здолати. Веспер укладає угоду: якщо він залишить їх у спокої, він зможе отримати «розблоковане» насіння. Та потім Йонас зв'язується з Цитаделлю й повідомляє про місцезнаходження Камелії. Прибувають солдати з Цитаделі, вбивають Йонаса, та йдуть шукати Камелію.
Камелія та Веспер тікають з будинку, а Дарій лишається позаду та стримує солдатів, підриваючи домашній реактор. Веспер біжить назад до будинку, але Камелія зупиняє її, нагадуючи, що в неї є насіння, і вона може змінити світ за його допомогою. Вони успішно відбиваються від двох солдатів, потім Камелія вводить Веспер заспокійливе та здається солдату, який пізніше знаходить її.
Прокинувшись, Веспер повертається до свого згорілого будинку та закопує частину зміненого насіння. Четверо вихованців Йонаса знаходять її, і Веспер вирішує дозволити їм приєднатися до неї в подорожі на південь, куди пішла її мати. Вони досягають вежі, побудованої Пілігримами, з верхівки якої Веспер бачить Цитадель. Веспер викидає другу частину насіння, яке розноситься вітром.

## У ролях
| Актор            | Роль                |
| ---------------- | ------------------- |
| Раффіелла Чепмен | Веспер              |
| Річард Брейк     | Дарій батько Веспер |
| Едді Марсан      | Йонас               |
| Розі Макьюен     | Камелія             |
| Мелані Гайдос    | Джаг                |
| Едмунд Ден       | Еліас               |

## Виробництво
У лютому 2021 було оголошено, що європейська продюсерська компанія Anton підтримала ідею фільму.
Для роботи над фільмом режисери, які виступили одночасно і сценаристами кінокартини, Крістіна Буожите та Бруно Сампер, об'єдналися з литовськими продюсерами Астою Ліукайтіте та Дайвою Йовайшене, а також досвідченим французьким художником з візуальних ефектів та продюсером Алексісом Перріном. Сценарій був розроблений у співавторстві з американським письменником Брайаном Кларком. Основним виробництвом займалися компанії Natrix Natrix з Литви, французька Rumble Fish Productions, а також 10.80 Films із Бельгії.
Зйомки стартували у березні 2022 року у Литві. Продюсери заявили :
|  | Оскільки європейські режисери Крістіна Буожите та Бруно Сампер мають унікальну комбінацію екстраординарної уяви, володіння жанровими кодами та сильним візуальним чуттям, вони, на нашу думку, є авторами в повному розумінні цього слова. Поєднуючи своє бачення технологій майбутнього та взаємодії з природою, засноване на сильних жіночих образах, вони оновлюють класичні науково-фантастичні теми, щоб створити справді оригінальний всесвіт. |

## Прийом
Перші рецензії кінокритиків у світі після прем'єри фільму на Міжнародному кінофестивалі в Карлових Варах були позитивними, рейтинг схвалення на агрегаторі Rotten Tomatoes склав 91 %.
Рецензент Variety зазначив, що картина має деякі ознаки артхауса, проте саме її компанія-прокатник IFC Films обрала для випуску в Північній Америці. Сценарій, хоч і спирається на відомих попередників жанру, таких як «Останній нащадок Землі», «Дорога» або ігровий блокбастер The Last of Us, — він водночас має власну самобутність, а пригоди персонажів пронизані похмуро-романтичним духом ризику та небезпеки.
Тара Макнамара на Common Sense Media відгукнулася, що сюжет дає мало пояснень, але це неймовірно образна та натхненна науково-фантастична історія про інтелект та співчуття, де головна героїня переконлива та гідна наслідування.
Джош Белл на CBR похвалив оригінальний вигаданий світ, де кожен шматочок ландшафту перетворено на щось дивне, хоча сама Веспер бачить лише частину. Веспер рано подорослішала, щоб піклуватися про батька, але вона також все ще дитина, сповнена надій і, можливо, трохи наївна щодо того, як влаштований її суворий світ.
Денис Федорук на ITC.ua позитивно відгукнувся про декорації, саундтрек і акторську гру Раффіелли Чепмен. Але зазначив, що сюжет втомливо повільний і в ньому відсутня чітка провідна ідея, тому важко позбутися думки, що автори могли краще реалізувати наявний потенціал.